# COGASM
COGASM es un proyecto en paralelo del vocalista de The Cure, Robert Smith formado junto al baterista, Jason Cooper y el guitarrista, Reeves Gabrels. El nombre resulta de la combinación de las dos primeras letras de los apellidos de los miembros, cuyo resultado se escribe en mayúsculas. 

## Reunión y formación
La banda se formó con el único propósito de crear la canción titulada «A Sing From God» para la banda sonora de la película Orgazmo dirigida y protagonizada por Trey Parker.
Pese a ello, la formación Cooper/Gabrels/Smith (COGASM) grabaría otra canción titulada «Wrong Number» pero acreditada esta vez a The Cure y compilada en el segundo recopilatorio de sencillos de la banda The Cure, Galore y que fue el sencillo oficial de dicho álbum.